# Бернтсен, Оле
Оле Вальдемар Хенрик Бернтсен (дат. Ole Valdemar Henrik Berntsen; 22 января 1915, Хеллеруп, Копенгаген — 26 мая 1996, Гентофте, Копенгаген) — датский яхтсмен. Олимпийский чемпион 1964 года, серебряный призёр летних Олимпийских игр 1956 года, бронзовый призёр летних Олимпийских игр 1948 года, участник летних Олимпийских игр 1952 года.

## Биография
Оле Бернтсен родился 22 января 1915 года в районе Хеллеруп датской коммуны Гентофте.
Выступал в соревнованиях по парусному спорту за «Хеллеруп» из Гентофте.
В 1948 году вошёл в состав сборной Дании на летних Олимпийских играх в Лондоне. В классе «Дракон» датский экипаж на яхте «Снап», за который также выступали Вильям Бернтсен и Клаус Бесс, завоевал бронзовую медаль, набрав 4223 очка и уступив 523 очка завоевавшей золото команде Норвегии.
В 1952 году вошёл в состав сборной Дании на летних Олимпийских играх в Хельсинки. В классе «Дракон» датский экипаж на яхте «Снуде», за который также выступали Оге Бирх и Вильям Бернтсен, занял 5-е место, набрав 4460 очков и уступив 523 очка завоевавшей золото команде Норвегии.
В 1956 году вошёл в состав сборной Дании на летних Олимпийских играх в Мельбурне. В классе «Дракон» датский экипаж на яхте «Тип», за который также выступали Кристиан Роберт фон Бюлов и Сирил Андресен, завоевал серебряную медаль, набрав 5723 очка и по уступив по числу выигранных гонок (одна против трёх) при одинаковом количестве очков команде Швеции.
В 1964 году вошёл в состав сборной Дании на летних Олимпийских играх в Токио. В классе «Дракон» датский экипаж на яхте «Уайт Леди», за который также выступали Кристиан Роберт фон Бюлов и Оле Поульсен, завоевал золотую медаль, набрав 5854 очка.
Умер 26 мая 1996 года в Гентофте.

## Семья
Старший брат — Вильям Бернтсен (1912—1994), датский яхтсмен. Серебряный призёр летних Олимпийских игр 1960 года, бронзовый призёр летних Олимпийских игр 1948 года, участник летних Олимпийских игр 1952, 1964 и 1968 годов.
Старший брат — Карл Бернтсен (1913—2004), датский яхтсмен. Участник летних Олимпийских игр 1936 года.